# Lorsch
Lorsch is een plaats in de Duitse deelstaat Hessen, gelegen in de Kreis Bergstraße. De stad telt 13.831 inwoners.
Lorsch wordt ook wel Lauresham of Lauresheim genoemd.

## Geografie
Lorsch heeft een oppervlakte van 25,24 km² en ligt in het centrum van Duitsland, iets ten westen van het geografisch middelpunt.

## Geschiedenis
De abdij van Lorsch werd rond 764 gesticht. Deze abdij is sinds 1991 opgenomen op de werelderfgoedlijst van de UNESCO.
Aan het klooster werden vele geografisch verspreid liggende bezittingen geschonken. Deze bezittingen lagen verspreid van Nederland tot aan de Bodensee in Zuid-Duitsland. In een hoek van de site ligt Lodewijk de Duitser, de eerste koning van Oost-Francië begraven.

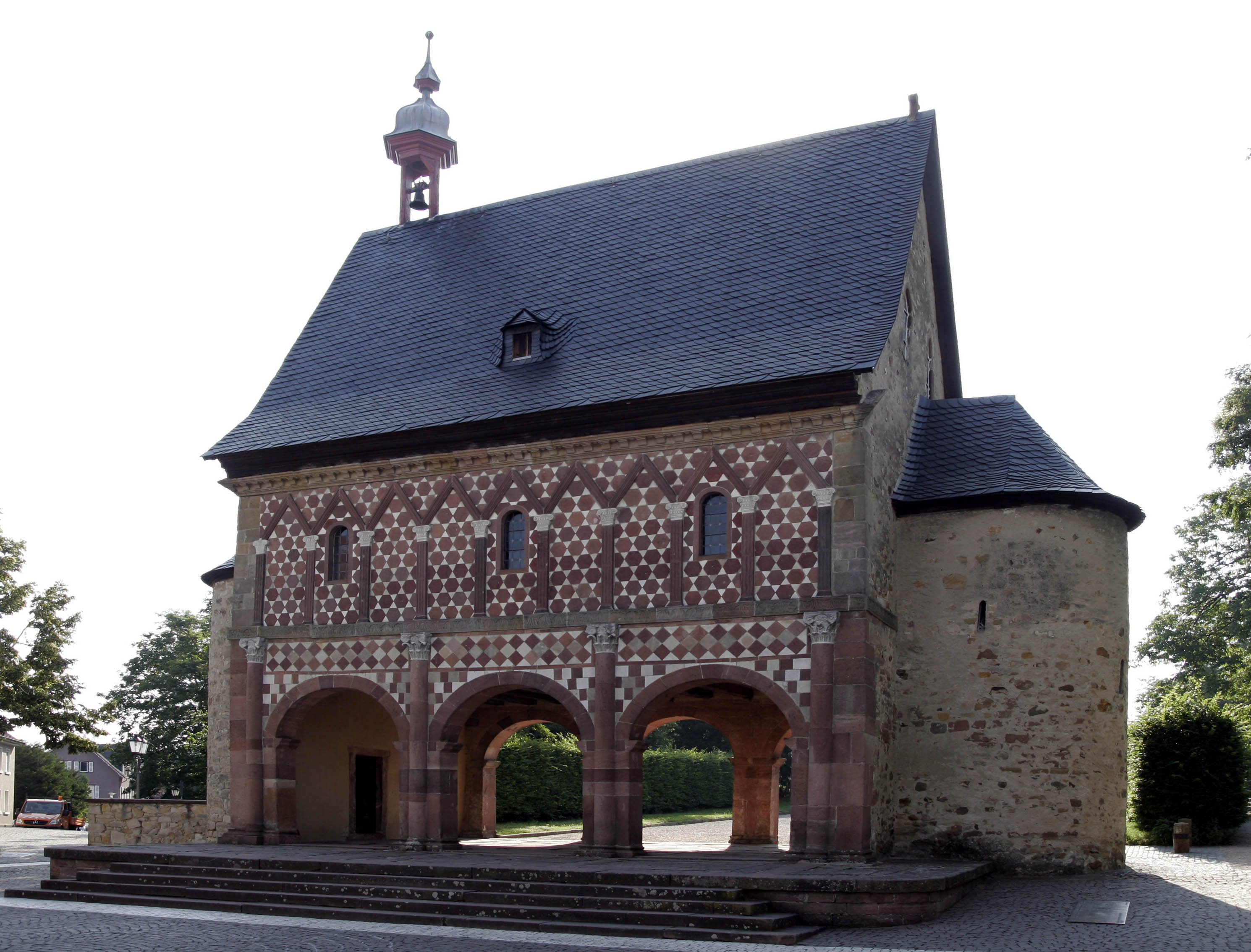
De koningszaal, poortgebouw van de abdij van Lorsch
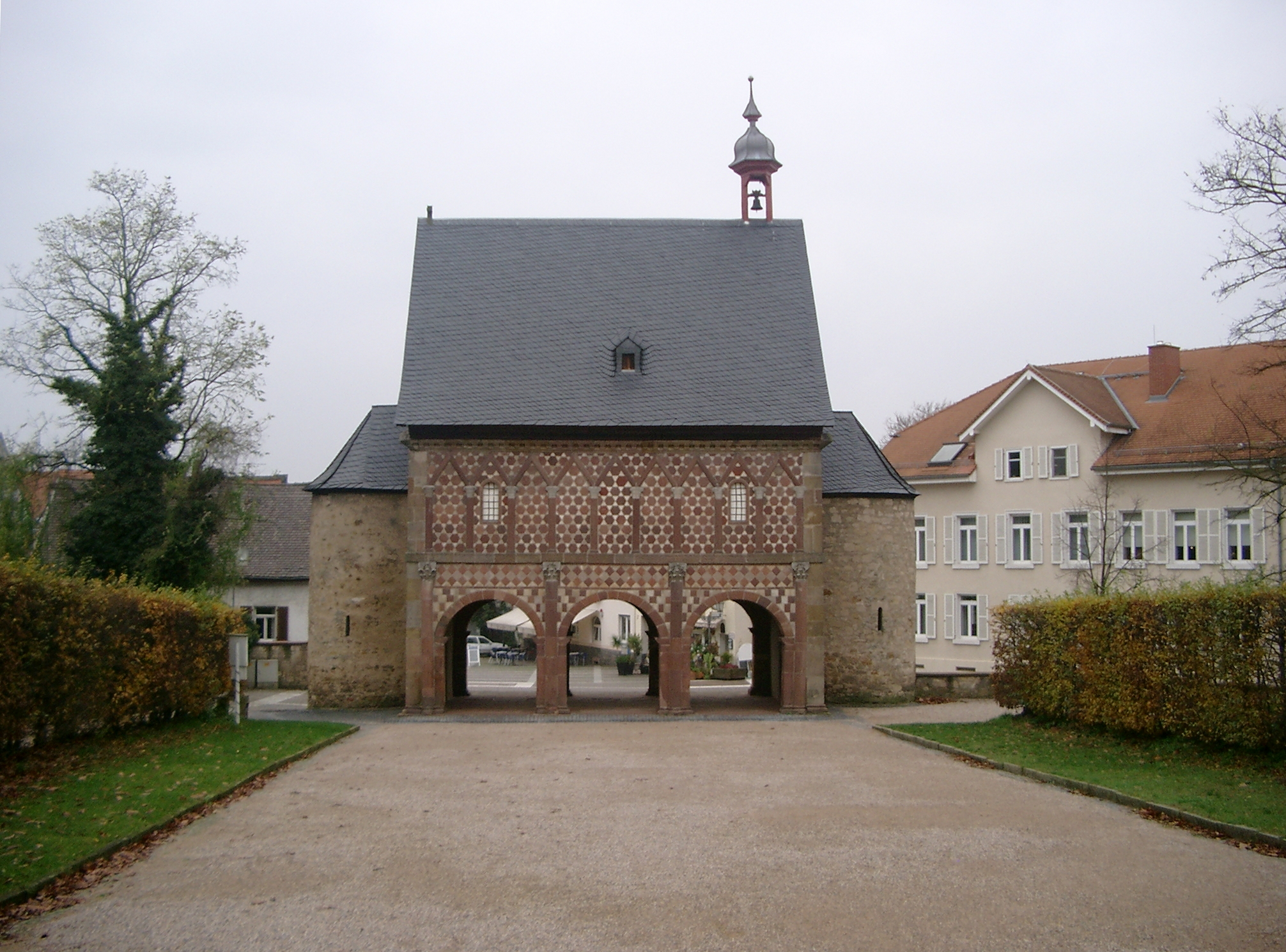
Hetzelfde gebouw vanaf de andere kant
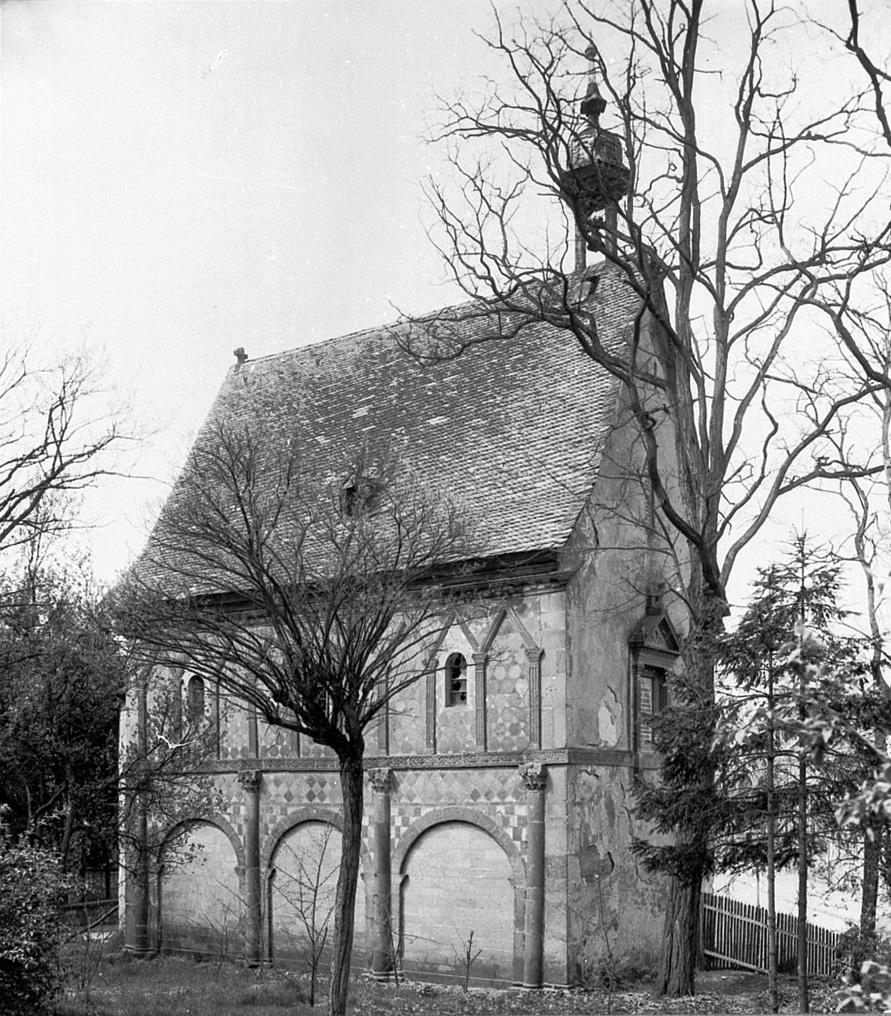
Hetzelfde gebouw in 1900, vóór de restauratie
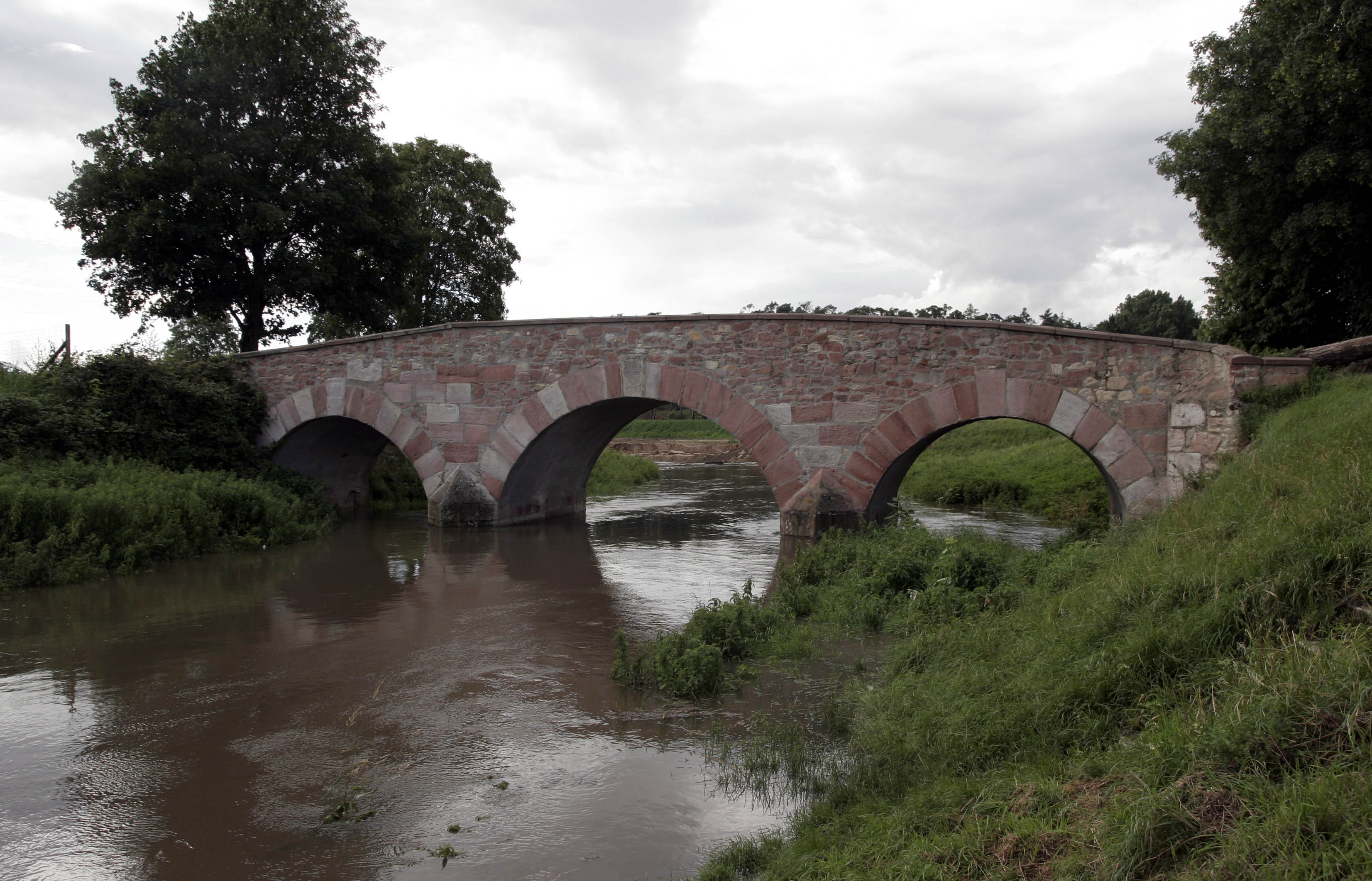
De Wattenheimer Brücke over de Weschnitz bij Lorsch

Abtsteinach ·
Bensheim ·
Biblis ·
Birkenau ·
Bürstadt ·
Einhausen ·
Fürth ·
Gorxheimertal ·
Grasellenbach ·
Groß-Rohrheim ·
Heppenheim (Bergstraße) · 
Hirschhorn (Neckar) · 
Lampertheim · 
Lautertal (Odenwald) · 
Lindenfels · 
Lorsch ·
Mörlenbach ·
Neckarsteinach ·
Rimbach ·
Viernheim ·
Wald-Michelbach ·
Zwingenberg
Dom van Aken · Abdij en Altenmünster van Lorsch · Slot Augustusburg en slot Falkenlust in Brühl · Bamberg · Bauhaus en zijn sites in Weimar, Dessau en Bernau · Klassiek Weimar · Fagusfabriek · Rammelsbergmijnen en historische stad Goslar · Dom van Keulen · Hanzestad Lübeck · Luthergedenkplaatsen in Eisleben en Wittenberg · Abdij van Maulbronn · Groeve Messel · Fürst-Pückler-Park Bad Muskau · Kloostereiland Reichenau · Museuminsel in Berlijn · Parklandschap Dessau-Wörlitz · Stiftskerk, kasteel en historisch centrum van Quedlinburg · Bedevaartskerk van Wies · Historisch centrum van Regensburg met Stadtamhof · Romeinse monumenten, Dom en Onze-Lieve-Vrouwekerk in Trier · Oude en voorhistorische beukenbossen van de Karpaten en andere regio's van Europa · Paleizen en parken van Potsdam en Berlijn · Michaeliskirche en Dom van Hildesheim · Dom van Speyer · Historisch centrum van Stralsund en Wismar · Stadhuis en Rolandstandbeeld van Bremen · Grenzen van het Romeinse Rijk: Opper-Germaans-Raetische limes · Bovenloop van het Midden-Rijndal · IJzersmelterij van Völklingen · Kasteel Wartburg · Residentie van Würzburg · Kolenmijn en industriecomplex Zeche Zollverein in Essen · Modernistische woonwijken in Berlijn · Waddenzee · Prehistorische paalwoningen in de Alpen · Markgrafelijk Operahuis in Bayreuth · Bergpark Wilhelmshöhe · Karolingisch westwerk en Civitas Corvey · Speicherstadt en het Kontorhausviertel met het Chilehaus in Hamburg · Architecturaal werk van Le Corbusier (Weißenhofsiedlung) · Grotten en kunst uit de ijstijd in de Zwabische Jura · Archeologisch grenslandschap van Hedeby en de Danevirke · Dom van Naumburg ·  Mijnstreek Erzgebirge/Krušnohoří · Waterbeheersysteem van Augsburg · Historische kuuroorden van Europa (Bad Ems, Baden-Baden en Bad Kissingen) · Mathildenhöhe Darmstadt · Grenzen van het Romeinse Rijk - De Neder-Germaanse limes · ShUM-sites van Speyer, Worms en Mainz · Grenzen van het Romeinse Rijk - De Donaulimes (Westelijk gedeelte)  · Joods-middeleeuws erfgoed van Erfurt · Complex van de residentie van Schwerin · Moravische kerknederzettingen (Herrnhut)